# أولين شتاينهاور
أولين شتاينهاور (بالإنجليزية: Olen Steinhauer)‏ (21 يونيو 1970 في بالتيمور - )؛ روائي، وكاتب من الولايات المتحدة.

## الجوائز
- منحة فولبرايت

## روابط خارجية
- أولين شتاينهاور على موقع IMDb (الإنجليزية)
- أولين شتاينهاور على موقع قاعدة بيانات الفيلم (الإنجليزية)